# Callogobius depressus
Callogobius depressus är en fiskart som först beskrevs av Ramsay och Ogilby, 1886.  Callogobius depressus ingår i släktet Callogobius och familjen smörbultsfiskar. Inga underarter finns listade.